# 望关镇
望关镇，是中华人民共和国甘肃省陇南市康县下辖的一个乡镇级行政单位。
2014年，甘肃省民政厅批复同意撤销望关乡，设立望关镇。

## 行政区划
望关镇下辖以下地区：
徐罗村、贯上村、叶湾村、寨子村、能上村、李坝村、沈湾村、中庄村、坪架村、乱石山村和鹞湾村。